# Срарфи, Бассем
Бассем Срарфи (араб. بسام الصرارفي‎; родился 25 июня 1997, Тунис, Тунис) — тунисский футболист, полузащитник клуба «Зюлте-Варегем» и сборной Туниса. Участник чемпионата мира 2018 года.

## Клубная карьера
Срарфи — воспитанник клуба «Клуб Африкэн». 20 ноября в матче против «Гафсы» он дебютировал в чемпионате Туниса. 27 декабря в поединке против «Хаммам-Лиф» Бассем забил свой первый гол за «Клуб Африкэн».
В начале 2017 года Срарфи перешёл во французскую «Ниццу». Сумма трансфера составила 1,5 млн. евро. 24 февраля в матче против «Монпелье» он дебютировал в Лиге 1. 29 ноября в поединке против «Тулузы» Бассем забил свой первый гол за «Ниццу».

## Международная карьера
27 марта 2018 года в товарищеском матче против сборной Коста-Рики Срарфи дебютировал за сборную Туниса.
В 2018 году Срарфи принял участие в чемпионате мира в России. На турнире он сыграл в матче против команды Панамы.